# Myriam Somma
Myriam Somma (Sorrento, 14 dicembre 1987) è una cantante e attrice italiana.

## Formazione
Dopo il suo esordio in un coro polifonico scopre il musical, che le permette di coniugare il teatro e il canto, sue grandi passioni. Si perfeziona in canto con Elisabeth Howard, Brunella Platania, Marcello Sindici, Robert Steiner, Stuart Linsday, Lala McCallan e Marco Manca, affinando le tecniche jazz, folk, pop e rock. Sempre più affascinata dal teatro musicale, si dedica anche allo studio del belting, della recitazione e della interpretazione scenica, partecipando a varie Masterclass con interpreti come Kerry Ellis.

## Carriera
Dal 2009 interpreta, tra le altre, Chiara in “Francesco il musical - Tutto ha un solo nome: Amore”, Fantine ne “I Miserabili - Tante storie, la tua storia”, Ensemble in “Canterville” (regia di Marco Simeoli), Valentine De Villefort ne “Il Conte di Montecristo” (regia di Gino Landi), Margot Frank in “Anna Frank, il musical”, Tanya in “The ABBA’s Hit Musical”, Giovanna in “Amalfi 839 A.C.", Beatrice ne “La Divina Commedia” (regia di Andrea Ortis), Lamia in “Rebellion - Storia di un amore eterno”, Lucia ne “Il miracolo di Marcellino” (regia di Riccardo Trucchi, supervisione di Gino Landi), il Narratore in “Murder Ballad - Rock Musical” e Myriam in “Balliamo sul mondo” (scritto e diretto da Luciano Ligabue e Chiara Noschese).

## Premi
"La Divina Commedia Opera Musical", in cui Myriam Somma interpreta la protagonista femminile Beatrice, riceve nel 2019 il prestigioso Premio Persefone Archiviato il 27 maggio 2022 in Internet Archive. come miglior musical dell'anno.